# Verrebroek
Verrebroek är en ort i Belgien.   Den ligger i provinsen Östflandern och regionen Flandern, i den norra delen av landet, 50 km norr om huvudstaden Bryssel. Verrebroek ligger 3 meter över havet och antalet invånare är 1 913.
Terrängen runt Verrebroek är mycket platt. Runt Verrebroek är det tätbefolkat, med 297 invånare per kvadratkilometer.. Närmaste större samhälle är Antwerpen, 15,4 km öster om Verrebroek. 
Runt Verrebroek är det i huvudsak tätbebyggt.